# Матусадона
Национальный парк Матусадона (англ. Matusadona National Park) — национальный парк на севере Зимбабве, расположенный на южном берегу озера Кариба. Парк получил свое название от местных холмов Матусадона.

## История
Матусадона была объявлена зоной, не предназначенной для охоты, 7 ноября 1958 года, прежде чем в 1963 году была объявлена заповедником, а затем в 1975 году стала национальным парком в соответствии с Законом о парках и дикой природе Родезии. Национальный парк Матусадона охватывает 1400 км2 (540 кв. миль) плоских равнин и скалистых гор, защищая разнообразную флору и фауну. Его территория охватывает сочетание нетронутой и скалистой дикой природы, которая была недоступна до строительства плотины Кариба и создания озера Кариба. Создание озера вызвало глубокие экологические изменения. В частности, наличие выпаса скота на берегу озера способствовало увеличению популяции крупных млекопитающих в парке, особенно слонов и буйволов. Вид травы, растущий на береговой линии, — Panicum repens, который растет до тех пор, пока уровень озера колеблется, принося питательные вещества на берег. Этот источник выпаса скота позволил популяциям крупных травоядных, таких как африканский буйвол, водяной козёл, обыкновенная зебра и импала, процветать, привлекая соответствующих хищников. Национальный парк Матусадона является зоной интенсивной защиты (IPZ) и домом для нескольких переселённых носорогов.
В ноябре 2019 года управление национальным парком Матусадона было взято на себя организацией African Parks в партнерстве с Управлением парков и дикой природы Зимбабве из-за ухудшения состояния парка из-за разгула браконьерства.

## Экология
Национальный парк Матусадона включает в себя три отдельных экологических зоны. Первая — озеро Кариба и его прибрежные луга, вторая — дно долины Замбези с её густыми джесси, комбретумом целастровидным, зарослями и лесами мопане, и третья — область Эскарпмент лесов Джульбернардия и брахистегия. Леса не имеют большого количества травы, но являются средой обитания для травоядных, в первую очередь чёрного носорога. Слонов можно встретить по всему парку, ищущих тень под пологом джесси в дневную жару.
От дна долины Замбези уступ возвышается примерно на 700 метров (2300 футов) и является чрезвычайно неровным. Из-за поедания слонами и уничтожения пожарами в последние годы некогда значительные лесные массивы сократились, что позволило развиться лугам. Это привело к тому, что управляющие парка решили, что необходимо принять меры контроля, чтобы сократить популяцию слонов и провести ранние программы сжигания в верхней части уступа, чтобы снизить риск более поздних, более сильных пожаров, которые могут нанести серьезный ущерб деревьям. Эти программы оказались эффективными, о чём свидетельствует отрастание деревьев в районе уступа.
На площади 450 км2 (170 кв. миль) обитало более 100 львов, питавшихся множественностью африканских буйволов. Буйволы начали исчезать после потери жизненно важных пастбищ из-за повышения уровня озера Кариба, на котором расположен парк. Это, в свою очередь, привело к сокращению численности львов. К 2004 году исследование показало, что в этом районе осталось всего 28 львов, но никаких исследований об их жизнеспособности и/или других угрозах, с которыми может столкнуться популяция, не проводилось. Популяция по-прежнему остается с низкой плотностью и, следовательно, подвержена различным экологическим и антропогенным воздействиям. Другие обнаруженные млекопитающие включают леопарда, бородавочника, большого куду и лесную антилопу.

## Туризм
В национальном парке Матусадона находятся следующие кемпинги: Tashinga Camp, Sanyati Camp и Changachirere Camp, а также отдельные лагеря в Jenje и Kanjedza, вмещающие до 10 человек в каждом лагере. Также есть, так называемые, эксклюзивные кемпинги в Ume, Muuyu, Mbalabala, Maronga и Kautsiga.

### Доступность парка
В лагере Ташинга есть небольшая взлетно-посадочная полоса длиной 800 метров (2600 футов), которая может принимать небольшие самолёты. Многие посетители добираются до парка на лодке из Буми-Хиллз или города Кариба. Он имеет относительно плохую доступность по дороге, а чрезвычайно сложная внутренняя сеть дорог удерживает массовый туризм на низком уровне. Дороги закрыты в сезон дождей.